# Креведія-Маре (комуна)
Креведія-Маре (рум. Crevedia Mare) — комуна у повіті Джурджу в Румунії. До складу комуни входять такі села (дані про населення за 2002 рік):
- Гейсянка (503 особи)
- Дялу (1278 осіб)
- Креведія-Маре (1605 осіб)
- Креведія-Міке (982 особи)
- Прібою (162 особи)
- Сфинту-Георге (468 осіб)

Комуна розташована на відстані 37 км на захід від Бухареста, 65 км на північний захід від Джурджу, 144 км на схід від Крайови, 136 км на південь від Брашова.

## Населення
За даними перепису населення 2002 року у комуні проживали 4998 осіб. Усі жителі комуни рідною мовою назвали румунську.
Національний склад населення комуни:
| Національність | Кількість осіб | Відсоток |
| -------------- | -------------- | -------- |
| румуни         | 4743           | 94,9%    |
| цигани         | 255            | 5,1%     |

Склад населення комуни за віросповіданням:
| Релігія        | Кількість осіб | Відсоток |
| -------------- | -------------- | -------- |
| православні    | 4870           | 97,4%    |
| лютерани       | 121            | 2,4%     |
| бретрени       | 5              | 0,1%     |
| греко-католики | 1              | < 0,1%   |
| адвентисти     | 1              | < 0,1%   |